# Cetoconcha atypha
Cetoconcha atypha är en musselart som beskrevs av Addison Emery Verrill och Katharine Jeanette Bush 1898. Cetoconcha atypha ingår i släktet Cetoconcha och familjen Poromyidae. Inga underarter finns listade i Catalogue of Life.